# Steaua București (jégkorong)
Az 1951-ben alapított Steaua Bucuresti egy bukaresti székhelyű román jégkorongcsapat, amely jelenleg a román jégkorong-bajnokságban játszik. Eddigi története során 40-szer nyerte meg a román jégkorong-bajnokságot. Korábban, 2008-tól 2012-ig a hazai érdekeltségű MOL Ligában is szerepelt.
A jelenlegi játékoskeretet 21 román, 7 ukrán, 2 magyar és 1 szlovák játékos képezi.

## Győzelmek

### Országos bajnokság (40)
1953, 1955, 1956, 1958, 1959, 1961, 1962, 1964, 1965, 1966, 1967, 1969, 1970, 1974, 1975, 1977, 1978, 1980, 1982, 1983, 1984, 1985, 1986, 1987, 1988, 1989, 1990, 1991, 1992, 1993, 1994, 1995, 1996, 1998, 1999, 2001, 2002, 2003, 2005, 2006.

### Román kupa (33)
1969, 1973, 1974, 1975, 1976, 1977, 1978, 1980, 1981, 1982, 1984, 1985, 1986, 1987, 1989, 1990 - tavasz, 1990 - ősz, 1991, 1992, 1993, 1994, 1995, 1996, 1998-tavasz, 1998-ősz, 1999, 2000, 2002, 2004, 2005, 2008, 2011 - ősz, 2012.

## Külső hivatkozások
- A Steaua Bucuresti hivatalos oldala Archiválva 2014. január 2-i dátummal a Wayback Machine-ben
- A csapat Elite Prospects adatlapja
- A Magyar Jégkorong Szövetség hivatalos oldala